# Люченталь
Люченталь (нім. Lütschental) — громада  в Швейцарії в кантоні Берн, адміністративний округ Інтерлакен-Обергаслі.

## Географія
Громада розташована на відстані близько 55 км на південний схід від Берна.
Люченталь має площу 12,3 км², з яких на 2% дозволяється будівництво (житлове та будівництво доріг), 22,4% використовуються в сільськогосподарських цілях, 47,8% зайнято лісами, 27,8% не є продуктивними (річки, льодовики або гори).

## Демографія
2019 року в громаді мешкало 226 осіб (-4,2% порівняно з 2010 роком), іноземців було 11,1%. Густота населення становила 18 осіб/км².
За віковим діапазоном населення розподілялося таким чином: 16,8% — особи молодші 20 років, 66,4% — особи у віці 20—64 років, 16,8% — особи у віці 65 років та старші. Було 111 помешкань (у середньому 2 особи в помешканні).
Із загальної кількості 62 працюючих 30 було зайнятих в первинному секторі, 11 — в обробній промисловості, 21 — в галузі послуг.